# Fachverband der Flugsicherung Deutschland
Der Fachverband der Flugsicherung   Deutschland e. V.  (FDF) ist ein Berufsverband zur Verbesserung der Sicherheit im Luftverkehr in Europa sowie die Wahrung beruflicher und sozialer Interessen der Beschäftigten der Flugsicherungsdienste in Deutschland.

## Geschichte
Im Januar 1961 wurde der Vorläufer des FDF unter der Bezeichnung Fachverband der Deutschen Flugfernmelder (FDFF) gegründet. Die ca. 60 Mitglieder waren Flugsicherungs-Fernmelder der Flugsicherung-Fernmeldezentrale und der Ortsfernmeldestelle Frankfurt am Main. In den Folgejahren erhöhte sich die Zahl der Mitglieder auf ca. 200, die sich über das ganze Bundesgebiet verteilten.
Anfang der 1970er Jahre wurde der Name FDFF (Fachverband der Flugfernmelder) in FDF (Fachverband der Flugdatenbearbeiter) geändert und damit auch den Assistenten im Flugverkehrskontrolldienst die Möglichkeit einer Mitgliedschaft im Fachverband angeboten.
1994 wurden der Status und die Bedeutung der Abkürzung FDF geändert. Der Name lautet seitdem Fachverband der Flugsicherung Deutschland. Mitglieder können nun alle Beschäftigten der DFS (Deutschen Flugsicherung), des LBA (Luftfahrt-Bundesamt), der LBA Verwaltungsstelle Flugsicherung beim LBA und bereichsverwandte Betriebe wie z. B. der Group EAD in Rödelheim, der Europäischen Agentur für Flugsicherheit, der Europäischen Organisation zur Sicherung der Luftfahrt, des Bundesaufsichtsamts für Flugsicherung oder der Bundesstelle für Flugunfalluntersuchung werden.
2011 feierte der Fachverband der Flugsicherung sein 50-jähriges Verbandsjubiläum und ist damit der einzige zivile Fach-/Berufsverband im Bereich der Flugsicherung. Alle anderen Fachverbände der zivilen Flugsicherung in Deutschland, z. B. FTI – VDF, gingen in der Gewerkschaft der Flugsicherung GDF auf.

## Zweck und Aufgaben
Der Zweck des Fachverbandes ist die Verbesserung der Sicherheit im Luftverkehr in Europa sowie die Wahrung beruflicher und sozialer Interessen der Beschäftigten der Flugsicherungsbetriebsdienste durch:
- Förderung der fachlichen Qualifikation der Beschäftigten in der Flugsicherung
- Zusammenarbeit und Erfahrungsaustausch mit nationalen und internationalen Berufs- und Fachverbänden
- Zusammenarbeit mit allen Teilnehmern, Behörden, und  Institutionen im Bereich der Luftfahrt
- Information der Mitglieder, Gewerkschaften und der interessierten Öffentlichkeit
- Fort und Weiterbildung der Verbandsmitglieder
- Der FDF unterhält keine wirtschaftlichen Geschäftsinteressen / - Geschäftsbetrieb

## Die Mitglieder
Die Mitglieder des Verbands setzen sich wie folgt zusammen:
- ordentliche Mitglieder (Fluglotsen, Flugberater, Flugdatenbearbeiter, Flugsicherungs-Techniker und -Ingenieure, sonstige FS Interessierte, Beschäftigte der GroupEAD Europe S.L., Beschäftigte der überörtlichen militärischen Flugsicherung)
- assoziierte Mitglieder befreundete Gewerkschaften ( - national - international - europäisch)  und andere FS Berufs - / Fachverbände
- außerordentliche Mitglieder
- Jungmitglieder
- Ehrenmitglieder